# ドリー・ファンク・シニア
ドリー・ファンク・シニア（Dory Funk Sr.、本名：Dorrance Wilhelm Funk、1919年5月4日 - 1973年6月3日）は、アメリカ合衆国のプロレスラー兼プロモーター。インディアナ州ハモンド出身。
本人の活躍以上にドリー・ファンク・ジュニア・テリー・ファンクのファンク兄弟（ザ・ファンクス）を育て、スターダムに載せたトレーナー・プロモーターとして著名である。

## 来歴
少年時代はアメリカンフットボールをはじめ万能アスリートとして活躍。
発見されている最古の試合記録は1940年1月1日に、地元ハモンドでビリーサントスに勝利の記録がある。
インディアナ大学でレスリングをしていたころに海軍に入隊。このとき日本軍とも戦っている。
プロレスラーとして本格デビューは、第二次世界大戦後で、ジュニアヘビー級レスラーとして全米各地を渡り、オハイオ州コロンバスなどでの活躍時にテキサス・マッケンジーの助言を受け、1949年にテキサス州アマリロに本拠地を移す。当初はドリー・ファンク（Dory Funk）のリングネームでザ・シークなどと対戦しているが、主にヒールのポジションで活動した。また、一時期マスクド・マーヴェル（The Masked Marvel）という覆面レスラーにも変身している。
梶原一騎原作の漫画『プロレススーパースター列伝』では当初プロボクサーを目指していたと描かれているが、ボクシング経験はなく空手の道場に通っていたことを初来日の際に、スポーツ紙に語っている。
現役時代は1958年にNWA世界ジュニアヘビー級王座を獲得するなど活躍したが、一方でドク・サーポリスと共同で当時のプロモーターであるドリー・デットンからテリトリーを買収し、アマリロを中心としたテキサス西部のNWA傘下団体「NWAウエスタン・ステーツ・スポーツ（NWA Western States Sports）」のプロモーターとしても活躍。後に全日本プロレスの旗揚げに協力しブッカーを務める。
アマリロに本拠を構えて二人の息子に幼少の頃から英才教育を施しトップレスラーに育て上げたことにより名声は一気に高まり、息子のドリー・ファンク・ジュニアと区別するためドリー・ファンク・シニアの名義で活動するようになる。
その後、ドリー・ファンク・ジュニアが1969年2月にNWA世界ヘビー級王座を獲得（テリー・ファンクもシニアの死後1975年に獲得）したことによりプロレス界で一目置かれる存在となり、また、アマリロ地区を一代で有力テリトリーに育て上げた。
1969年11月に日本プロレスに参戦するため来日したドリー・ファンク・ジュニアのマネージャーとして同行し初来日。1972年10月に来日した時は、全日本プロレス旗揚げシリーズにレスラーとして参戦している。アマリロには多くの若手レスラーが集い、ファンク・ファミリーの長として確固たる地位を築いたが、1973年6月3日、パーティー中に余興でレス・ソントン相手にレスリングをした際、心臓発作で急死。ニック・ボックウィンクルは、プロレスラーとして最高の最期とコメントしている。なお、このパーティーにはアメリカ武者修行中のジャンボ鶴田（当時は鶴田友美）も居合わせていた。
NWA内部でも実力者として知られ、アマリロ地区に遠征していたマシオ駒を通じてジャイアント馬場と交流を持ち、外人レスラーの招聘ルート等に関して全日本プロレスに全面的な協力を約束。日本プロレスの圧力でアメリカの一流レスラーを招聘できなかった新日本プロレスとは異なり、旗揚げ当初から豪華な外人レスラーの招聘を実現させる力となり、死去する直前の1973年2月にはNWA臨時総会を開催させて馬場の加盟を（一つの地区からの加盟プロモーターは原則一人だったにもかかわらず）押し込んでいる。この件などのドリー・ファンク・シニアの恩義を馬場は長く忘れず、社長室の机にはシニアの写真が置いてあったという。
2013年にNWA殿堂、2025年にはWWE殿堂のレガシー部門に迎えられた。

## 人物
- 現役時代はヒールとして知られていたが、社会人としての常識は非常にしっかりしていた。スカウトされたスタン・ハンセンによると現職の中学校教員を辞めてプロレスラーに転職する際も「せめて1学期までは（教員を）続けなさい。でないと周り（学校）が迷惑する」と忠告した。その忠告通りにしたハンセンは学校側からも代わりをみつけられる時間が出来て助かったと感謝されたと言う。
- ギブアップかKOで決着をつけるテキサスデスマッチは、シニアの考案。
- レスラーとして活躍する一方、テキサス州アンバーガーでカル・ファーリーが経営する、身寄りのない子供達の寄宿舎も兼ねた牧場であるボーイズ・ランチの管理人にもなる。子供達にもレスリングを教えていた。

## 得意技
- スピニング・トー・ホールド（この技は二人の息子に伝授され、ファンクス・ファミリーの代名詞的な技となった）
- ブルドッギング・ヘッドロック
- ボディスラム
- エアプレーン・スピン

## 獲得タイトル
ナショナル・レスリング・アライアンス
- NWA世界ジュニアヘビー級王座：1回
- NWA殿堂：2013年[2]

NWAウエスタン・ステーツ・スポーツ
- NWAウエスタン・ステーツ・ヘビー級王座：1回
- NWAブラスナックル王座（アマリロ版）：2回
- NWA北米ヘビー級王座（アマリロ版）：17回
- NWA北米タッグ王座（アマリロ版）：7回（w / ボブ・ガイゲル、ディック・ハットン、リッキー・ロメロ×5）
- NWA南東部タッグ王座：2回（w / カウボーイ・カルロス、ボブ・ガイゲル）

NWAオールスター・レスリング
- NWAパシフィック・コースト・タッグ王座：2回（w / ルー・テーズ、パンチョ・ピコ）

チャンピオンシップ・レスリング・フロム・フロリダ
- NWA南部タッグ王座（フロリダ版）：1回（w / ホセ・ロザリオ）

ワールド・レスリング・エンターテインメント
- WWE殿堂：2025年[3]